# Perrelet (företag)
Perrelet är ett företag som tillverkar armbandsur, grundat av schweizaren Abraham-Louis Perrelet i mitten av 1700-talet.
Abraham-Louis Perrelet var den som uppfann det automatiska urverket. År 1827 presenterades split-second-kronografen av sonsonen Louis-Frédéric Perrelet, även han urmakare, som tagit över företaget.